# Lorne McLaren
Pour les articles homonymes, voir McLaren.
Lorne Aubrey McLaren  (17 août 1928-4 janvier 2009) est un homme politique provincial canadien de la Saskatchewan. Il représente la circonscription de Yorkton à titre de député du Parti progressiste-conservateur de la Saskatchewan de 1982 à 1991.

## Politique provinciale
Né à Saltcoats en Saskatchewan, McLaren travaille quelque temps pour Morris Rod Weeder Co., une entreprise manufacturière d'outils agricoles, jusqu'à en devenir président.
Élu en 1982, il entre au cabinet du premier ministre Grant Devine à titre de ministre du Travail de 1986 à 1991. Après sa carrière politique, McLaren est accusé à purger une peine de prison de trois ans et demi pour fraude, vol et abus de confiance.
Il meurt à l'Hôpital générale de Regina à l'âge de 80 ans.